# Haplogruppe X

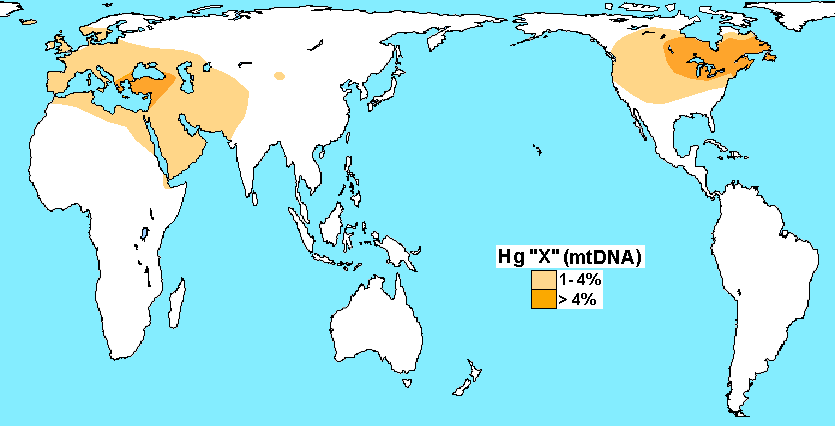
Verteilung der Haplogruppe X

Die Haplogruppe X ist in der Humangenetik eine Haplogruppe der mitochondrialen DNA (mtDNA).
Die genetischen Sequenzen von Haplogruppe X trennten sich von Haplogruppe N und in der Folge von 20.000 bis 30.000 Jahren drifteten sie weiter auseinander in die zwei Subgruppen X1 und X2. Die Haplogruppe X macht etwa zwei Prozent der Bevölkerung in Europa, dem Nahen Osten und Nordafrika aus. Ihre Subgruppe X1 ist sehr viel weniger zahlreich und beschränkt sich nur auf Nord-, Ostafrika, und den Nahen Osten. Subgruppe X2 scheint mit der Zerstreuung der Bevölkerung während oder nach der letzten Eiszeit (Letzte Glaziale Maximum (LGM)) vor etwa 21.000 Jahren, einhergegangen zu sein. Sie ist stärker im Nahen Osten, im Kaukasus, in Südosteuropa und am Mittelmeer verbreitet und etwas weniger stark im übrigen Europa. Besondere Konzentrationen finden sich in Georgien (acht Prozent), den Orkney-Inseln (in Schottland) (sieben Prozent) und unter den israelischen Drusen (26 %). In seinem populären Buch Die sieben Töchter Evas gibt Bryan Sykes der Vorfahrin dieser Haplogruppe den Namen Xenia.
Eine Studie von 1998 zufolge findet sich die Haplogruppe X auch in mehreren nordamerikanischen Völkern in unterschiedlich hoher Konzentration (Ojibwa bis 25,7 %, Navajo 6,5 %, Sioux 14,6 %). Dies wurde als genetischer Hinweis auf die Solutréen-Hypothese zur Besiedlung Amerikas gewertet, allerdings wurden 2012 neue Studien auf wesentlich größerer Fallbasis veröffentlicht, die eine genetische Verwandtschaft entsprechend einer Ausdehnung von der Westküste in Richtung Süden nahelegt, die dann von zwei weiteren Einwanderungswellen überlappt wird.

## Stammbaum
Dieser phylogenetische Stammbaum der Subgruppen von Haplogruppe X basiert auf einer Veröffentlichung von Mannis van Oven und Manfred Kayser. und anschließender wissenschaftlicher Forschung.
- X
  - X1
    - X1a
      - X1a1

    - X1b

  - X2
    - X2a
      - X2a1
        - X2a1a
        - X2a1b

      - X2a2

    - X2b
      - X2b1
      - X2b2
      - X2b3
      - X2b4

    - X2c
      - X2c1
      - X2d

    - X2e
      - X2e1
        - X2e1a
          - X2e1a1
            - X2e1a1a

      - X2e2

    - X2f
    - X2g
    - X2h